# David Munrow
David John Munrow (Birmingham, 12 août 1942 – Chesham Bois, 15 mai 1976) est un musicien britannique, homme de radio  et historien de la musique ancienne.

## Biographie
Munrow naît à Birmingham où ses deux parents enseignent à l'Université. Sa mère Hilda Ivy Munrow (née Norman, 1905–1985) était professeur de danse et son père Albert Davis « Dave » Munrow (1908–1975) était chargé de cours et professeur d'éducation physique et laisse un livre sur le sujet.

### Formation
Munrow étudie à la King Edward's School jusqu'en 1960, excellent sur le plan scolaire tout en étant membre du chœur d'enfants (en qualité de choirboy), il est remarqué pour son registre aigu. Il emprunte une quinzaine un basson et en joue remarquablement bien, joue également du piano et surtout de la flûte à bec dont il acquiert la maîtrise incontestable.
En 1960, à dix-huit ans, il se rend au Pérou au Markham College, pour enseigner l'anglais dans le cadre du programme des étudiants enseignants du British Council (British Concil Overseas Volontary Scheme). Il rentre en Angleterre avec des flûtes boliviennes et des douzaine d'autres instruments méconnus. Lors de ses études d'anglais pour son diplôme de master au Pembroke College, de Cambridge (1965–1968), il remarque un tournebout sur un mur d'un ami, qui l'incité à entreprendre une étude indépendante sur les premiers instruments de musique. À partir de sa  formation initiale de pianiste, chanteur et bassoniste, il apprend à jouer lui-même beaucoup d'instruments anciens.

### Carrière
Il rejoint la Royal Shakespeare Company en tant que bassoniste mais joue bientôt des instruments du temps de Shakespeare avec l'aval du directeur musical de la compagnie, Guy Woolfenden. Bien qu'il affiche ses talents sur une large gamme d'instruments, il  a une influence durable de flûtiste à bec. Son style d'expression anglais, discret et contrôlée, contraste avec la grande flexibilité tonale du style continental adoptée par le flûtiste néerlandais Frans Brüggen ou d'autres.
En 1967, il est chargé de cours de musique ancienne à l'Université de Leicester, alors qu'il a épousé Gillian Veronica Reid l'année précédente. Avec Christopher Hogwood, il fonde le Early Music Consort, dont les principaux membres sont experts sur leurs instruments. Parfois, d'autres musiciens professionnels étaient employés lorsque nécessaire, tels que Nigel Nord et Robert Spencer, tous deux deux luthistes hautement considérés. À partir de 1968, il fait le tour du monde, révélant d'obscur instruments dans tous les pays qu'il visite. Il a commandé des reconstitutions d'instruments liés à la cornett et rackett , entre autres, de Otto Steinkopf. Deux programmes de télévision lui donne réputation sur le sol britannique : Les Six Femmes d'Henri VIII (1970) et Elizabeth R (série également en six épisodes de 1971), et participe aussi à la musique pour la version cinématographique d’Henry VIII and His Six Wives, en 1972.
Les deux contributions à la musique de films par Munrow, ont été pour les metteurs en scène britanniques :  Les Diables (1971) de Ken Russell. La contribution de Munrow comprend des pièces extraites de Terpsichore de Michael Praetorius, compilation française de musique de danse. Elle complétait la musique originale de Peter Maxwell Davies ; puis Zardoz (1974), écrit et réalisé par John Boorman. Comprenait un arrangement de la Symphonie n° 7 de Beethoven pour des instruments de musique ancienne.
Au cours de sa courte vie, Munrow publie plus d'une cinquantaine de disques, dont certains sont toujours disponibles. En plus de ses enregistrements avec l'Early Music Consort, il a enregistré avec Musica Reservata dirigé par Michael Morrow, Alfred Deller et The King's Singers. Munrow enregistre Bach et Monteverdi à plusieurs reprises, mais sa plus large influence se trouve à l'époque Médiévale et Renaissance. Son album de trois disques, enregistré avec l'ensemble Early Music Consort intitulé L'Art des Pays-Bas et publié en 1976 par EMI (SLS5049), a été particulièrement influent dans la vulgarisation du genre.
Dès 1971, sur BBC Radio 3, il présente Pied Piper, une émission multi-ethnique et couvrant plusieurs siècles, de Monteverdi au groupe de rock Electric Light Orchestra. L'émission connaît un grand succès, avec 655 numéros au mois de mai 1976. Munrow a également de notables contacts, avec notamment avec The Young Tradition, un groupe folklorique et Shirley et Dolly Collins.
En dehors de son programme de radio régulier et des autres, il apparaît à la télévision, notamment sur BBC 2, dans une série intitulée Ancestral Voices filmé dans un studio de Londres et sur ITV, Early Musical Instruments, filmé à l'Ordsall Hall à Salford. Il a également écrit un livre intitulé Instruments of the Middle Ages, and the Renaissance [Instruments du moyen âge et de la renaissance], à l'origine, accompagné d'un enregistrements du même nom paru chez EMI.
En 1976, Munrow se suicide par pendaison, âgé de 33 ans, alors qu'il était en état de dépression. La mort récente de son père et de son beau-père, à qui il a dédié son unique livre, est évoquée pour expliquer son geste ; mais l'année précédente, il avait déjà fait une tentative de suicide par surdose de drogue.
Les centres d'intérêt personnels de Munrow étaient les voyages, la voile, le jazz et les antiquités. Il était également linguiste. Il a en outre écrit quelques articles sur la musique, notamment pour ses propres enregistrements.

## Héritage
Munrow a peut-être fait plus que n'importe qui dans la seconde moitié du XXe siècle pour populariser la musique ancienne en Grande-Bretagne, malgré une carrière d'à peine dix ans. Cela a été souligné à l'occasion du programme de la sonde spatiale Voyager, lorsque le comité de sélection sélectionne l'un de ses enregistrements – une série de pièces d'Anthony Holborne – pour le Voyager Golden Record.
Munrow laisse derrière lui, non seulement ses enregistrements, mais une grande collection d'instruments de musique. Les Archives Munrow conservées par la Royal Academy of Music contiennent ses lettres, des documents, ses scripts pour la télévision, des partitions, des compositions musicales et des livres, le tout  accessible au public. Le catalogue en ligne de la British Library Sound Archive recense ses nombreuses enregistrements.
Les informations sur la vie et l'œuvre de David Munrow peut être trouvé dans les notices nécrologiques de 1976 (en particulier le journal Early Music / OUP) et dans les sources suivantes : l’Oxford Dictionary of National Biography par Christopher Hogwood ; le New Grove Dictionary of Music and musicians ; L'Art de David Munrow, un enregistrement établi avec une biographie d'Arthur Johnson, le producteur de « Pied Piper » et sur la pochette du vieux vinyle de la Renaissance Suite.

## Discographie
David Munrow a enregistré pour différents labels : EMI Classics, Decca, Archiv et Vanguard.
- Enregistrements avec Early Music Consort of London, dirigé par David Munrow
  - Ecco la primavera – Florentine Music of the 14th Cent (1969, Decca) (Fiche sur medieval.org)
  - Music of the Crusades (1970, Decca) (Fiche sur medieval.org)
  - The Triumphs of Maximilian I (avril 1972, Decca) (Fiche sur medieval.org)
  - Music for Ferdinand and Isabella of Spain (mai 1972, EMI) (Fiche sur medieval.org)
  - The Art of Courtly Love (1973, EMI / 3 disques  SLS863) (Fiche sur medieval.org)
  - Praetorius – Dances and Motets (1973)
  - Music of Guillaume Dufay, Missa « Se La Face Ay Pale » (1974)
  - Instruments of the Middle Ages and Renaissance (1976, EMI)
  - Monteverdi's Contemporaries (1976, EMI)
  - Music of the Gothic Era (4–5 avril/22–30 octobre 1975, Archiv « Blue » 471 731-2) (OCLC 51026656), (Fiche sur medieval.org)
  - Greensleeves to a Ground (1976)
  - Festival of Early Music – Music from 14th Century Florence, Music of the Crusades & The Triumphs of Maximilian (1976)
  - Henry Purcell, Birthday Odes for Queen Mary (1976)
  - The Art of the Netherlands (février/avril 1975, EMI / 2CD Virgin 5 61334) (Fiche sur medieval.org)
  - Two Renaissance Dance Bands / Monteverdi's Contemporaries (1996 ; enregistré entre 1971 et 1975)
- Enregistrements avec Musica Reservata
  - French Court Music of the Thirteenth Century (1967)
  - Music from the 100 Years War (1968)
  - Music from the Decameron (1969)
  - 16th Century Italian Dance Music (1970)
  - Music from the Court of Burgundy (1971)
  - Late fourteenth century avant garde (1973, EMI) (OCLC 220193690)
- The Young Tradition et Early Music Consort
  - Galleries (1968)
- The Round Table et David Munrow
  - Spinning Wheel (1969)
- Shirley, Dolly Collins et the Early Music Consort of London
  - Anthems in Eden (1969)
  - "Saturday Gigue/Scarborough Fair" (single) (1969)
- Royal Shakespeare Wind Band, dirigé par Guy Wolfenden
  - Music From Shakespeare's Time (1969)
- David Munrow, Gillian Reid, Christopher Hogwood
  - The Mediaeval Sound (1970)
  - Pleasures of the court – Festival dance music by Susato & Morley (1971)
- David Munrow, Oliver Brookes, Robert Spencer, Christopher Hogwood
  - The amorous flute (1973)
- David Munrow seul ou diverses associations
  - Telemann: Suite for Recorder and Orchestra, Concerti for Recorder and Orchestra by Sammartini and Handel
  - The Art of the Recorder (1975)
  - The Art of David Munrow (1971–1976)
- Musique pour la radio, la télévision et le cinéma
  - Tolkien's The Hobbit (BBC radio) (1968)
  - The Six Wives of Henry VIII (BBC TV) (1970)
  - Elizabeth R (BBC TV) (1971)
  - The Devils (réalisé par Ken Russell) (1971)
  - Henry VIII and His Six Wives (réalisé par Waris Hussein) (février 1972, LP EMI/Angel SFO-36895) (Fiche sur medieval.org)
  - Zardoz (réalisé par John Boorman) (1974)
  - La Course en tête, film documentaire de Joël Santoni, sur le cycliste belge Eddy Merckx. Bande originale publié comme Renaissance Suite (1974, LP EMI HQS 1415) (Fiche sur medieval.org)

## Prix
Grammy Awards de la Meilleure interprétation de musique de chambre (Album of the year), David Munrow (dir.) et le Early Music Consort of London pour The Art of Courtly Love (1977)

## Liens contextuels
- Jordi Savall
- Philip Pickett